# 澀谷中心街

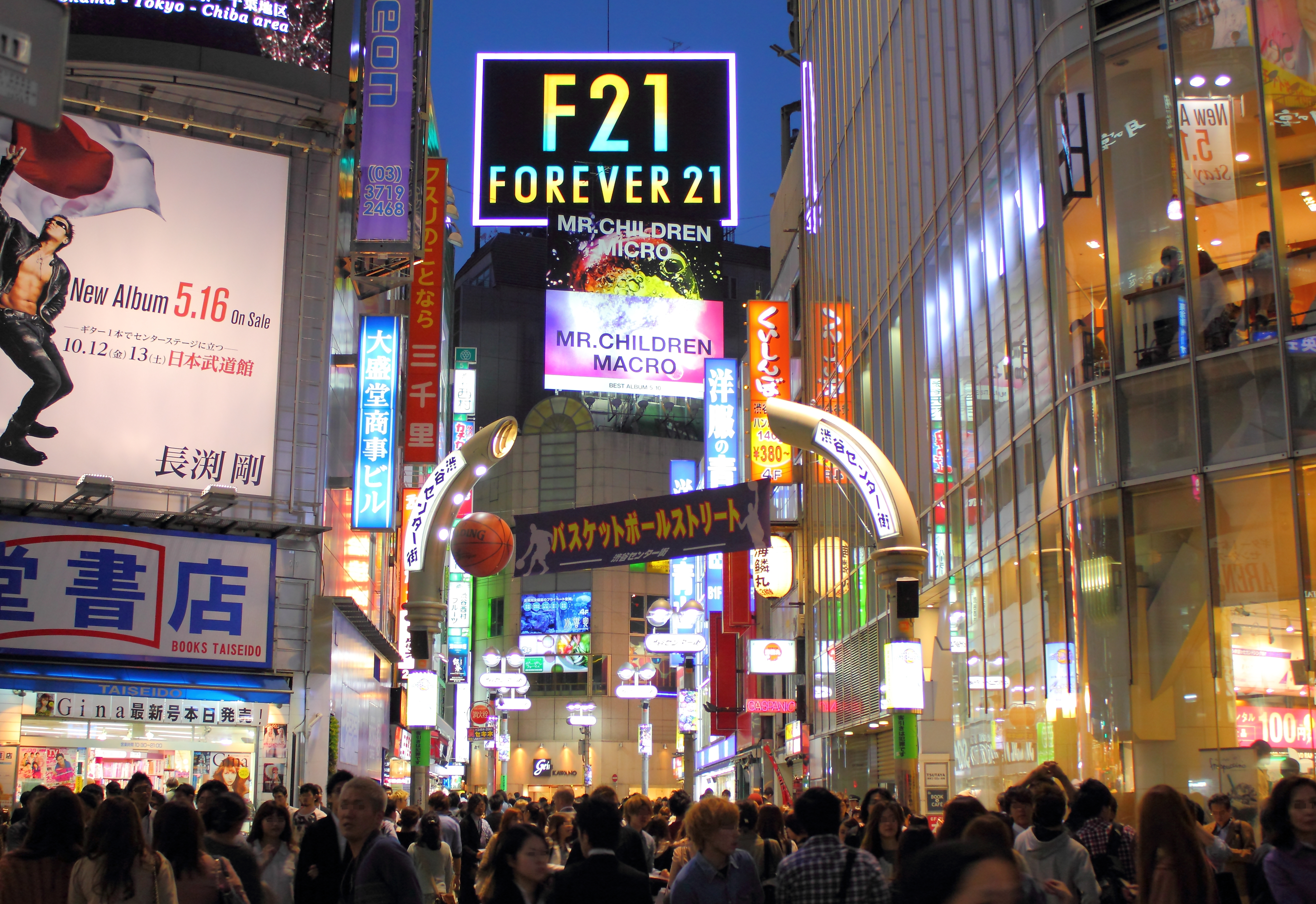
澀谷中心街 入口（2012年）

澀谷中心街（日语：渋谷センター街, しぶやセンターがい）是位於日本東京都澀谷區宇田川町的一個商店街。街道修建在將宇田川暗渠化後的舊河道上。

## 外部連結
- 渋谷センター街ウェブサイト （页面存档备份，存于）